# Roasted Guy
Roasted Guy é o décimo sexto episódio da décima terceira temporada da série de televisão norte-americana Family Guy, sendo exibido originalmente na noite de 26 de Abril de 2015 pela Fox Broadcasting Company (FOX) nos Estados Unidos.

## Enredo
Os amigos de Peter cortam relações com ele. Com seus sentimentos feridos, ele busca um refúgio ao fazer amizade com um grupo de mulheres fofoqueiras.

## Audiência
De acordo com o instituto de medição de audiências Nielsen Ratings, o episódio foi visto em sua exibição original por 3,17 milhões de telespectadores, recebendo uma quota de 1,6/4 na demográfica de idades 18-49. O show foi o segundo mais visto da FOX naquela noite, perdendo apenas para The Kids Are All Fight, episódio de The Simpsons, com 3,33 milhões de telespectadores.